# ヌンビエル県
ヌンビエル県（ヌンビエルけん、フランス語: Noumbiel）はブルキナファソの県。県都はバティエ。

## 下位行政区画

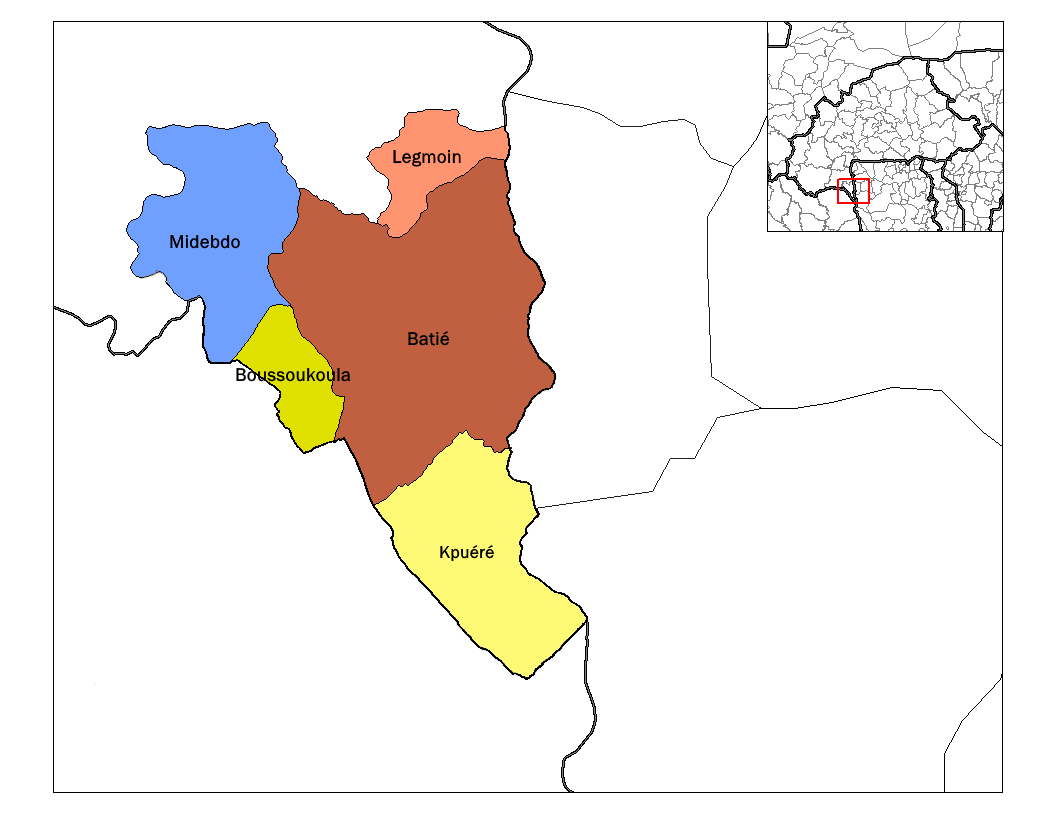
ヌンビエル県の郡

- バティエ郡（フランス語版）
- Boussoukoula
- Kpuéré
- Legmoin
- Midebdo

## 隣接する県
- ポニ県
- アッパー・ウエスト州 ワ・ウエスト郡（英語版）
- サバンナ州 サウラ＝ツナ＝カルバ郡（英語版）
- ザンザン地方 ブンカニ州